# Montour Falls
Montour Falls est un village du comté de Schuyler, dans l'État de New York, aux États-Unis,. En 2020, il comptait une population de 2 714 habitants.

## Démographie
Lors du recensement de 2010, le village comptait une population de 1 711 habitants, tandis qu'en 2020, elle compte à 2 714 habitants.